# Глазков Максим Олегович
Макси́м Оле́гович Глазко́в — підполковник служби цивільного захисту ДСНС.

## Життєпис
Випускник 1997 року, Львівське пожежно-технічне училище, спеціальність «організація та техніка протипожежного захисту». Працювати почав начальником караулу, остання посада — заступник начальника загону-начальник відділення планування та документального забезпечення, аварійно-рятувальний загін спеціального призначення, Головне управління ДСНС України у Київській області, Біла Церква.
Загинув 9 червня 2015-го під час пожежі під Васильковом.
Без Максима залишилися дружина та прийомна донька.

## Нагороди
За особисту мужність і героїзм, виявлені у захисті державного суверенітету та територіальної цілісності України, вірність військовій присязі під час бойових дій та при виконанні службових обов'язків, відзначений — нагороджений
- 13 серпня 2015 року — орденом «За мужність» ІІІ ступеня (посмертно).